# Яковлев, Дмитрий Иннокентьевич
Дмитрий Иннокентьевич Яковлев — советский хозяйственный и государственный деятель, лауреат Государственной премии СССР за выдающиеся достижения в труде.

## Биография
Родился в 1937 году в Атамайском наслеге. Член КПСС.
В 1958—1991 — водитель автомобиля совхоза «Атамайский» Горного района Якутской АССР.
После 1991 года — глава крестьянско-фермерского хозяйства в Горном улусе Республики Саха (Якутии).
За освоение и внедрение прогрессивных технологий, обеспечение устойчивого роста производства картофеля, сахарной свёклы, технических и других с/х культур был в составе коллектива удостоен Государственной премии СССР за выдающиеся достижения в труде 1982 года.
Почетный гражданин Горного улуса Саха (Якутии).
Умер в 2017 году в Бердигестяхе.

## Награды
- Орден Трудовой Славы II степени
- Орден Трудовой Славы III степени